# Attaque de Porga
 (février 2022).
Les 1er et 2 décembre 2021, un groupe de militants non identifiés  attaque un avant-poste militaire à Porga, département de l'Atakora, dans le nord-ouest du Bénin, près de sa frontière avec le Burkina Faso.
Deux soldats ont été tués et plusieurs autres blessés. L'un des assaillants a été tué par les forces militaires au de cours de l'attaque. Il a été suggéré que les militants pourraient provenir du Burkina Faso, qui mène un conflit de faible intensité contre les djihadistes salafistes depuis 2015. Le colonel Didier Ahouanvoédo déclare que « des traces de sang ont été aperçues suggérant que d'autres morts ou blessés ont été entraînés dans le sens du repli vers un pays voisin [le Burkina Faso] où sévissent des groupes terroristes ».
La veille, un attentat terroriste  a eu lieu dans le département de l'Alibori, également au nord du Bénin, entraînant la mort d'un des terroristes. Ces deux incidents étaient les deuxièmes attentats terroristes au Bénin depuis 2019, lorsque des islamistes avaient enlevé un couple de touristes français.
Le 10 décembre, des militants ont de nouveau attaqué Porga, faisant quatre blessés.